# Cantón de Cornus
El cantón de Cornus era una división administrativa francesa, que estaba situada en el departamento de Aveyron y la región de Mediodía-Pirineos.

## Composición
El cantón estaba formado por nueve comunas:
- Cornus
- Fondamente
- Lapanouse-de-Cernon
- Le Clapier
- Marnhagues-et-Latour
- Saint-Beaulize
- Sainte-Eulalie-de-Cernon
- Saint-Jean-et-Saint-Paul
- Viala-du-Pas-de-Jaux

## Supresión del cantón de Cornus
En aplicación del Decreto nº 2014-205 de 21 de febrero de 2014, el cantón de Cornus fue suprimido el 22 de marzo de 2015 y sus 9 comunas pasaron a formar parte del nuevo cantón de Mesetas Rojas.